# 代米迪夫 (斯特雷区)
49°22′19″N 24°15′9″E / 49.37194°N 24.25250°E
代米迪夫（烏克蘭語：Демидів），是烏克蘭西部利沃夫州斯特雷區霍多里夫市镇内的村落。面積1.14平方公里，海拔高度247米，2001年人口364，人口密度每平方公里319.3人。